# Лата, Николай Филиппович
Николай Филиппович Лата (род. 10 января 1949) — начальник Запорожского областного управления лесного и охотничьего хозяйства, имеет почетное звание «Заслуженный лесовод Украины».

## Биография
Родился 10 января 1949 года в Донецкой области. 
В 1981 году окончил Новочеркасский инженерно-мелиоративный институт.
За 38 лет работы в лесном хозяйстве прошел путь от техника-лесовода, помощника лесничего, лесничего, главного лесничего, с 1999 года назначен генеральным директором объединения «Запорожьелес», а с января 2005 года работает начальником Запорожского областного управления лесного и охотничьего хозяйства. 

## Достижения и награды
- За время пребывания Николая Латы на посту руководителя «Запорожьелес площадь лесов в регионе выросла вдвое и по состоянию на 2008 год составляла 75 тыс. га.
- За значительный личный вклад в социально-экономическое, культурное развитие Украинского государства, весомые трудовые достижения и по случаю 15-й годовщины независимости Украины Лате Николаю Филипповичу присвоено почетное звание «Заслуженный лесовод Украины» (Указ Президента Украины № 694/2006. 18 августа 2006 года).